# Viridovipera medoensis
Viridovipera medoensis är en ormart som beskrevs av Zhao 1977. Viridovipera medoensis ingår i släktet Viridovipera och familjen huggormar. Inga underarter finns listade i Catalogue of Life.
Ibland listas arten i släktet Trimeresurus.
Arten förekommer i bergstrakter i nordöstra Indien, södra Kina och Myanmar. Den vistas i regioner som ligger 1000 till 1400 meter över havet. Habitatet utgörs av fuktiga skogar.
Viridovipera medoensis är nattaktiv och den klättrar vanligen i träd eller i den låga växtligheten som bambu. Ibland söker den på marken efter föda som utgörs av groddjur och mindre gnagare. Honor lägger inga ägg utan föder levande ungar.
Denna orm är allmänt sällsynt men hot mot beståndet är inte kända. IUCN kategoriserar arten globalt som otillräckligt studerad.